# Peponidium pallens
Peponidium pallens là một loài thực vật có hoa trong họ Thiến thảo. Loài này được (Baill.) Arènes mô tả khoa học đầu tiên năm 1960.